# Entre ses mains (téléfilm)
Pour les articles homonymes, voir Entre ses mains.
Pour plus de détails, voir Fiche technique et Distribution.
Entre ses mains est un téléfilm français réalisé par Vincent Lannoo et diffusé pour la première fois en Belgique le 21 septembre 2022 sur RTL TVI et en France le 5 juin 2023 sur TF1.
Cette fiction est une coproduction de Felicita Films et TF1 réalisée avec la participation de la région Auvergne-Rhône-Alpes.

## Synopsis
Clara est une avocate qui vit tranquille avec son mari, Damien, et leurs deux enfants à Annecy. Tout change le soir où elle rencontre Stéphane, un sculpteur. Après une nuit torride, elle aura à faire à sa famille, commence alors pour elle le début d'un enfer pour elle.

## Fiche technique
Sauf indication contraire, les informations mentionnées dans cette section peuvent être confirmées par la base de données cinématographiques Allociné,  présente dans la section « Liens externes ».
- Titre original : Entre ses mains
- Réalisation : Vincent Lannoo
- Scénario : Marion Festraëts et Mary Milojevic
- Musique : Thierry Westermeyer
- Production : Marc Brunet et Marie Guillaumond
- Société de production : Felicita Films[1],[2] et TF1
- Société de distribution : TF1 Distribution
- Pays de production :  France
- Langue originale : français
- Format : couleur
- Genre : thriller
- Durée : 90 minutes
- Dates de première diffusion :
  - Belgique : 21 septembre 2022 sur RTL TVI[3]
  - France : 5 juin 2023 sur TF1[4]

## Distribution
- Natacha Lindinger : Clara Desroches
- Yannick Choirat : Stéphane Tournier
- Éric Caravaca : Damien Desroches
- Amelle Chahbi : Inès Benhami
- Fleur Geffrier : Juliette
- Scarlett Cholleton : Saskia Desroches
- Lucas Ponton : Alex Desroches
- Olivier Duval : Rémy Barbier

## Production

### Genèse et développement
Le scénario du téléfilm est écrit par Mary Milojevic et Marion Festraëts, et la réalisation est assurée par Vincent Lannoo,,.

### Tournage
Le tournage a lieu à Annecy et dans sa région du 14 février au 11 mars 2022,,.
Natacha Lindinger garde un excellent souvenir du tournage : « Cette expérience a été extraordinaire car j'ai pu donner mon avis mais aussi collaborer avec la production et le réalisateur. J'ai vraiment besoin d'être investie en amont dans un projet. Le jour où cela ne sera plus possible, je chercherai le temps, l'argent et la motivation pour passer de l'autre côté de la caméra ».

## Diffusions et audience
En Belgique, le téléfilm, diffusé le 21 septembre 2022 sur RTL TVI, est regardé par 123 636 téléspectateurs.
En France, diffusées le 5 juin 2023 sur TF1, les deux parties du téléfilm sont regardées respectivement par 2 960 000 téléspectateurs et 2 610 000 téléspectateurs et se classent en deuxième position en termes d'audience.